# Gauliga Berlin-Brandenburg
Gauliga Berlin-Brandenburg byla jedna z mnoha skupin Gauligy, nejvyšší fotbalové soutěže na území Německa v letech 1933 – 1945. Gauliga byla vytvořena v roce 1933 na popud nacistického vedení. Pořádala se na území Berlína a Braniborska. Vítězové jednotlivých skupin Gauligy postupovali do celostátní soutěže, která trvala necelý měsíc, v níž se kluby utkávaly vyřazovacím způsobem.
Zanikla v roce 1945 po pádu nacistického Německa. Po jeho zániku bylo území Gauligy Berlin-Brandenburg začleněno pod Berliner Stadtligu a východoněmeckou Oberligu.

## Nejlepší kluby v historii - podle počtu titulů
Zdroj: 
| Vítězové nejvyšší ligové soutěže |        |                  |
| Klub                             | Tituly | Vítězné ročníky  |
| Berliner SV 1892                 | 3      | 1936, 1938, 1943 |
| Hertha BSC                       | 3      | 1935, 1937, 1944 |
| Blau-Weiß 90 Berlin              | 2      | 1939, 1942       |
| BFC Viktoria 1889                | 1      | 1934             |
| SC Union Oberschöneweide         | 1      | 1940             |
| Tennis Borussia Berlin           | 1      | 1941             |

## Vítězové jednotlivých ročníků
Zdroj: 
| Gauliga Berlin-Brandenburg (1933 – 1945)                                                                 |                              |                                 |                 |
| Ročník                                                                                                   | Vítěz Gauligy                | Umístění v německém mistrovství | Německý mistr   |
| 1933 – 1934                                                                                              | BFC Viktoria 1889 (1)        | Semifinále                      | FC Schalke 04   |
| 1934 – 1935                                                                                              | Hertha BSC (1)               | Skupina A (2. místo)            | FC Schalke 04   |
| 1935 – 1936                                                                                              | Berliner SV 1892 (1)         | Skupina A (3. místo)            | 1. FC Norimberk |
| 1936 – 1937                                                                                              | Hertha BSC (2)               | Skupina B (3. místo)            | FC Schalke 04   |
| 1937 – 1938                                                                                              | Berliner SV 1892 (2)         | Skupina B (3. místo)            | Hannover 96     |
| 1938 – 1939                                                                                              | Blau-Weiß 90 Berlin (1)      | Skupina 1 (4. místo)            | FC Schalke 04   |
| 1939 – 1940                                                                                              | SC Union Oberschöneweide (1) | Skupina 1 (finále)              | FC Schalke 04   |
| 1940 – 1941                                                                                              | Tennis Borussia Berlin (1)   | Skupina 1b (2. místo)           | SK Rapid Wien   |
| 1941 – 1942                                                                                              | Blau-Weiß 90 Berlin (2)      | 3. místo                        | FC Schalke 04   |
| 1942 – 1943                                                                                              | Berliner SV 1892 (3)         | Osmifinále                      | Dresdner SC     |
| 1943 – 1944                                                                                              | Hertha BSC (3)               | Čtvrtfinále                     | Dresdner SC     |
| • Gauliga byla v sezóně 1944/45 zrušena, a to kvůli přesunutí bojů druhé světové války na území Německa. |                              |                                 |                 |